# Král kolonád
Král kolonád je český filmový příběh z druhé světové války. Tragický příběh o lásce, zbabělosti a trestu ukazuje morální úpadek talentovaného hudebníka, který nedokázal čelit tlaku doby a zradil svou rodinu. Z obdivovaného "krále kolonád" se stal opilec pronásledovaný výčitkami svědomí, který nakonec umírá osamocen na prahu svobody.
Film v roce 1990 natočil režisér Zeno Dostál.

## Děj
Příběh začíná v květnu 1945, kdy u potoka leží opilý muž s houslovým pouzdrem. V deliriu vzpomíná na svůj život. Vrací se do roku 1938, kdy byl primáriem lázeňského orchestru ve Františkových Lázních. Jako šarmantní houslista byl obdivován lázeňskými dámami. Zamiloval se do židovské ošetřovatelky Rózy a oženil se s ní, když čekala jeho dítě. Po mnichovské dohodě se v zemi stupňují protižidovské nálady. Primárius věří, že bude stačit, když se s Rózou odstěhují do moravských Luhačovic. Tam slaví úspěch s písní "Král kolonád". Seznámí se s atraktivní sekretářkou Valerií. Narodí se jim dcerka, pojmenovaná křesťansky Terezie a židovsky Ruth Rachel.
V říjnu 1940 se situace zhoršuje. Róza marně prosí manžela o emigraci. Primárius je kvůli židovskému původu své ženy přeřazen k druhým houslím. Začíná pít a naváže poměr s Valerií. Róza musí nosit žlutou hvězdu. Na doporučení gestapa se od rodiny odstěhuje a znovu zaujme přední místo v orchestru. Róza se pokusí vyhnout transportu tím, že si chce zlomit nohu. Zraní se při pádu ze stolu a opilý manžel pro ni shání obvazy. Později primárius z jeviště bezmocně sleduje, jak Róza s Rézinkou odcházejí s transportem Židů. Po koncertě v zoufalství pálí noty v hospodě.
Okolí ho považuje za konfidenta gestapa a vyhýbá se mu. Nakonec se ho ujme prostitutka Lidka. Na venkovské svatbě se popere kvůli písni, kterou hrával své ženě. Dostane výpověď z orchestru a opilý prchá do lesů. Přežije bombardování vlaku, ale v psychóze zabije tuláka houslovým pouzdrem. S pomatenou myslí bloudí krajem. Nakonec ho najdou mrtvého na hřbitově v rodné vsi, kde obvázal sochu Krista. Jeho matka ho mezitím hledá v Luhačovicích se zachráněnou malou Rézinkou. Róza zemřela v koncentračním táboře.

## Obsazení
| Josef Novotný                       | primárius          |
| Barbora Leichnerová                 | Róza Goldsteinová  |
| Ivana Chýlková                      | sekretářka Valerie |
| Svatava Hubeňáková                  | primáriova matka   |
| Eliška Kuchařová                    | Rózina matka       |
| Rudolf Máhrla                       | Rózin otec         |
| Vlastimil Brodský                   | kavárník Brod      |
| Marek Vašut (mluví Pavel Nový)      | gestapák           |
| Zdena Sajfertová                    | prostitutka Lidka  |
| Barbora Sloupová                    | Rézi, Rózina dcera |
| Jana Šedová                         | Picková            |
| Lešek Wronka                        | houslista Berka    |
| Daniel Rous                         | bubeník Pavelek    |
| Milan Riehs                         | Hartwig            |
| Josef Langmiler (mluví Pavel Pípal) | primář Hrbek       |
| Karel Urbánek                       | ředitel Mazánek    |
| Martin Zahálka                      | Václav             |
| Otomar Krejča ml.                   | odborář            |
| Václav Babka                        | krejčí Fišer       |
| Marie Kadeřábková                   | dáma na koncertě   |
| Antonín Hardt                       | vrchní Vincek      |
| Vlastimil Hašek                     | promítač Žváček    |
| Jiří Knot                           | lékárník           |
| Jiří Žák                            | hrobník            |
| Vlasta Mecnarowská                  | kuchařka           |
| Jiří Pomeje                         | ženich             |
| Michael Hofbauer                    | šmelinář           |
| Václav Kotva                        | listonoš           |
| Jaroslav Tomsa                      |                    |
| Libor Hruška                        |                    |
| Miloš Horanský                      |                    |
| Galla Macků                         |                    |